# Elephantopus virgatus
Elephantopus virgatus là một loài thực vật có hoa trong họ Cúc. Loài này được Desv. ex Ham. mô tả khoa học đầu tiên năm 1825.